# Albo d'oro della Coppa Italia Serie C

L'Alessandria vittorioso nella prima edizione della Coppa Italia Semiprofessionisti 1972-1973

La Coppa Italia Serie C, già Coppa Italia Semiprofessionisti e Coppa Italia Lega Pro, organizzata dalla Lega Pro sotto l'egida della FIGC, venne assegnata per la prima volta nel 1973.

## Albo d'oro
Elenco dei vincitori delle 52 edizioni di Coppa Italia Serie C disputate dal 1972 al 2025.
| Nome del torneo                 | Edizione        | Vincitore                       | Finalista           | Dettagli finale          | Dettagli finale | Dettagli finale                      |
| Nome del torneo                 | Edizione        | Vincitore                       | Finalista           | Luogo                    | Data            | Risultato                            |
| ------------------------------- | --------------- | ------------------------------- | ------------------- | ------------------------ | --------------- | ------------------------------------ |
| Coppa Italia Semiprofessionisti | 1972-1973 (1ª)  | Alessandria (1º titolo)         | Avellino            | Roma                     | 29 giugno 1973  | Alessandria-Avellino 4-2 dts         |
| Coppa Italia Semiprofessionisti | 1973-1974 (2ª)  | Monza (1º titolo)               | Lecce               | Lucca                    | 29 giugno 1974  | Monza-Lecce 1-0                      |
| Coppa Italia Semiprofessionisti | 1974-1975 (3ª)  | Monza (2º titolo)               | Sorrento            | Sorrento                 | 29 giugno 1975  | Monza-Sorrento 0-0 dts (4-3 dtr)     |
| Coppa Italia Semiprofessionisti | 1975-1976 (4ª)  | Lecce (1º titolo)               | Monza               | Lecce                    | 29 giugno 1976  | Lecce-Monza 1-0                      |
| Coppa Italia Semiprofessionisti | 1976-1977 (5ª)  | Lecco (1º titolo)               | Sangiovannese       | Lecco                    | 19 giugno 1977  | Lecco-Sangiovannese 2-1              |
| Coppa Italia Semiprofessionisti | 1977-1978 (6ª)  | Udinese (1º titolo)             | Reggina             | Reggio Calabria          | 17 giugno 1978  | Udinese-Reggina 2-0                  |
| Coppa Italia Semiprofessionisti | 1978-1979 (7ª)  | Siracusa (1º titolo)            | Biellese            | Siracusa                 | 17 giugno 1979  | Siracusa-Biellese 1-0                |
| Coppa Italia Semiprofessionisti | 1979-1980 (8ª)  | Padova (1º titolo)              | Salernitana         | Salerno                  | 16 giugno 1980  | Salernitana-Padova 3-1               |
| Coppa Italia Semiprofessionisti | 1979-1980 (8ª)  | Padova (1º titolo)              | Salernitana         | Padova                   | 19 giugno 1980  | Padova-Salernitana 4-0               |
| Coppa Italia Semiprofessionisti | 1980-1981 (9ª)  | Arezzo (1º titolo)              | Ternana             | Terni                    | 17 giugno 1981  | Ternana-Arezzo 1-0                   |
| Coppa Italia Semiprofessionisti | 1980-1981 (9ª)  | Arezzo (1º titolo)              | Ternana             | Torino                   | 20 giugno 1981  | Arezzo-Ternana 2-0 dts               |
| Coppa Italia Serie C            | 1981-1982 (10ª) | Lanerossi Vicenza (1º titolo)   | Campobasso          | Campobasso               | 13 giugno 1982  | Campobasso-Lanerossi Vicenza 0-0     |
| Coppa Italia Serie C            | 1981-1982 (10ª) | Lanerossi Vicenza (1º titolo)   | Campobasso          | Vicenza                  | 16 giugno 1982  | Lanerossi Vicenza-Campobasso 3-1 dts |
| Coppa Italia Serie C            | 1982-1983 (11ª) | Carrarese (1º titolo)           | Fano                | Fano                     | 12 giugno 1983  | Fano-Carrarese 0-2                   |
| Coppa Italia Serie C            | 1982-1983 (11ª) | Carrarese (1º titolo)           | Fano                | Carrara                  | 15 giugno 1983  | Carrarese-Fano 3-1                   |
| Coppa Italia Serie C            | 1983-1984 (12ª) | Fanfulla (1º titolo)            | Ancona              | Lodi                     | 8 giugno 1984   | Fanfulla-Ancona 0-0                  |
| Coppa Italia Serie C            | 1983-1984 (12ª) | Fanfulla (1º titolo)            | Ancona              | Ancona                   | 15 giugno 1984  | Ancona-Fanfulla 0-2 dts              |
| Coppa Italia Serie C            | 1984-1985 (13ª) | Casarano (1º titolo)            | Carrarese           | Carrara                  | 16 giugno 1985  | Carrarese-Casarano 0-2               |
| Coppa Italia Serie C            | 1984-1985 (13ª) | Casarano (1º titolo)            | Carrarese           | Casarano                 | 23 giugno 1985  | Casarano-Carrarese 1-2               |
| Coppa Italia Serie C            | 1985-1986 (14ª) | Virescit Boccaleone (1º titolo) | Jesi                | Jesi                     | 4 giugno 1986   | Jesi-Virescit Boccaleone 1-1         |
| Coppa Italia Serie C            | 1985-1986 (14ª) | Virescit Boccaleone (1º titolo) | Jesi                | Bergamo                  | 7 giugno 1986   | Virescit Boccaleone-Jesi 3-2 dts     |
| Coppa Italia Serie C            | 1986-1987 (15ª) | Livorno (1º titolo)             | Campania Puteolana  | Napoli                   | 17 giugno 1987  | Campania Puteolana-Livorno 1-0       |
| Coppa Italia Serie C            | 1986-1987 (15ª) | Livorno (1º titolo)             | Campania Puteolana  | Livorno                  | 20 giugno 1987  | Livorno-Campania Puteolana 3-0       |
| Coppa Italia Serie C            | 1987-1988 (16ª) | Monza (3º titolo)               | Palermo             | Palermo                  | 8 giugno 1988   | Palermo-Monza 0-0                    |
| Coppa Italia Serie C            | 1987-1988 (16ª) | Monza (3º titolo)               | Palermo             | Monza                    | 11 giugno 1988  | Monza-Palermo 2-1                    |
| Coppa Italia Serie C            | 1988-1989 (17ª) | Cagliari (1º titolo)            | SPAL                | Ferrara                  | 31 maggio 1989  | SPAL-Cagliari 0-3                    |
| Coppa Italia Serie C            | 1988-1989 (17ª) | Cagliari (1º titolo)            | SPAL                | Cagliari                 | 10 giugno 1989  | Cagliari-SPAL 2-1                    |
| Coppa Italia Serie C            | 1989-1990 (18ª) | Lucchese (1º titolo)            | Palermo             | Lucca                    | 24 maggio 1990  | Lucchese-Palermo 2-1                 |
| Coppa Italia Serie C            | 1989-1990 (18ª) | Lucchese (1º titolo)            | Palermo             | Palermo                  | 30 maggio 1990  | Palermo-Lucchese 1-0 dts, 4-5 dcr    |
| Coppa Italia Serie C            | 1990-1991 (19ª) | Monza (4º titolo)               | Palermo             | Palermo                  | 22 maggio 1991  | Palermo-Monza 1-1                    |
| Coppa Italia Serie C            | 1990-1991 (19ª) | Monza (4º titolo)               | Palermo             | Monza                    | 29 giugno 1991  | Monza-Palermo 1-0                    |
| Coppa Italia Serie C            | 1991-1992 (20ª) | Sambenedettese (1º titolo)      | Siena               | Siena                    | 7 giugno 1992   | Siena-Sambenedettese 1-1             |
| Coppa Italia Serie C            | 1991-1992 (20ª) | Sambenedettese (1º titolo)      | Siena               | San Benedetto del Tronto | 13 giugno 1992  | Sambenedettese-Siena 2-1             |
| Coppa Italia Serie C            | 1992-1993 (21ª) | Palermo (1º titolo)             | Como                | Como                     | 6 giugno 1993   | Como-Palermo 0-2                     |
| Coppa Italia Serie C            | 1992-1993 (21ª) | Palermo (1º titolo)             | Como                | Palermo                  | 13 giugno 1993  | Palermo-Como 1-1                     |
| Coppa Italia Serie C            | 1993-1994 (22ª) | Triestina (1º titolo)           | Perugia             | Trieste                  | 28 aprile 1994  | Triestina-Perugia 1-1                |
| Coppa Italia Serie C            | 1993-1994 (22ª) | Triestina (1º titolo)           | Perugia             | Perugia                  | 12 maggio 1994  | Perugia-Triestina 2-2                |
| Coppa Italia Serie C            | 1994-1995 (23ª) | Varese (1º titolo)              | Forlì               | Forlì                    | 26 maggio 1995  | Forlì-Varese 0-0                     |
| Coppa Italia Serie C            | 1994-1995 (23ª) | Varese (1º titolo)              | Forlì               | Varese                   | 31 maggio 1995  | Varese-Forlì 3-0                     |
| Coppa Italia Serie C            | 1995-1996 (24ª) | Empoli (1º titolo)              | Monza               | Monza                    | 15 maggio 1996  | Monza-Empoli 0-1                     |
| Coppa Italia Serie C            | 1995-1996 (24ª) | Empoli (1º titolo)              | Monza               | Empoli                   | 30 maggio 1996  | Empoli-Monza 1-0                     |
| Coppa Italia Serie C            | 1996-1997 (25ª) | Como (1º titolo)                | Nocerina            | Nocera Inferiore         | 21 maggio 1997  | Nocerina-Como 2-0                    |
| Coppa Italia Serie C            | 1996-1997 (25ª) | Como (1º titolo)                | Nocerina            | Como                     | 25 maggio 1997  | Como-Nocerina 4-0 dts                |
| Coppa Italia Serie C            | 1997-1998 (26ª) | Alzano Virescit (1º titolo)     | Cesena              | Alzano Lombardo          | 8 aprile 1998   | Alzano Virescit-Cesena 1-0           |
| Coppa Italia Serie C            | 1997-1998 (26ª) | Alzano Virescit (1º titolo)     | Cesena              | Cesena                   | 23 aprile 1998  | Cesena-Alzano Virescit 3-2           |
| Coppa Italia Serie C            | 1998-1999 (27ª) | SPAL (1º titolo)                | Gualdo              | Gualdo Tadino            | 8 aprile 1999   | Gualdo-SPAL 0-1                      |
| Coppa Italia Serie C            | 1998-1999 (27ª) | SPAL (1º titolo)                | Gualdo              | Ferrara                  | 28 aprile 1999  | SPAL-Gualdo 0-0                      |
| Coppa Italia Serie C            | 1999-2000 (28ª) | Pisa (1º titolo)                | Avellino            | Avellino                 | 13 aprile 2000  | Avellino-Pisa 1-0                    |
| Coppa Italia Serie C            | 1999-2000 (28ª) | Pisa (1º titolo)                | Avellino            | Pisa                     | 27 aprile 2000  | Pisa-Avellino 3-0                    |
| Coppa Italia Serie C            | 2000-2001 (29ª) | Prato (1º titolo)               | Lumezzane           | Prato                    | 25 aprile 2001  | Prato-Lumezzane 2-1                  |
| Coppa Italia Serie C            | 2000-2001 (29ª) | Prato (1º titolo)               | Lumezzane           | Lumezzane                | 1º maggio 2001  | Lumezzane-Prato 0-1                  |
| Coppa Italia Serie C            | 2001-2002 (30ª) | AlbinoLeffe (1º titolo)         | Livorno             | Leffe                    | 20 marzo 2002   | AlbinoLeffe-Livorno 2-1              |
| Coppa Italia Serie C            | 2001-2002 (30ª) | AlbinoLeffe (1º titolo)         | Livorno             | Livorno                  | 25 aprile 2002  | Livorno-Albinoleffe 3-2 dts          |
| Coppa Italia Serie C            | 2002-2003 (31ª) | Brindisi (1º titolo)            | Pro Patria          | Busto Arsizio            | 23 aprile 2003  | Pro Patria-Brindisi 0-1              |
| Coppa Italia Serie C            | 2002-2003 (31ª) | Brindisi (1º titolo)            | Pro Patria          | Brindisi                 | 1º maggio 2003  | Brindisi-Pro Patria 1-1              |
| Coppa Italia Serie C            | 2003-2004 (32ª) | Cesena (1º titolo)              | Pro Patria          | Cesena                   | 15 aprile 2004  | Cesena-Pro Patria 4-1                |
| Coppa Italia Serie C            | 2003-2004 (32ª) | Cesena (1º titolo)              | Pro Patria          | Busto Arsizio            | 29 aprile 2004  | Pro Patria-Cesena 0-1                |
| Coppa Italia Serie C            | 2004-2005 (33ª) | Spezia (1º titolo)              | Frosinone           | Frosinone                | 28 aprile 2005  | Frosinone-Spezia 0-1                 |
| Coppa Italia Serie C            | 2004-2005 (33ª) | Spezia (1º titolo)              | Frosinone           | La Spezia                | 5 maggio 2005   | Spezia-Frosinone 1-1                 |
| Coppa Italia Serie C            | 2005-2006 (34ª) | Gallipoli (1º titolo)           | Sanremese           | Gallipoli                | 6 aprile 2006   | Gallipoli-Sanremese 1-0              |
| Coppa Italia Serie C            | 2005-2006 (34ª) | Gallipoli (1º titolo)           | Sanremese           | Sanremo                  | 20 aprile 2006  | Sanremese-Gallipoli 2-1              |
| Coppa Italia Serie C            | 2006-2007 (35ª) | Foggia (1º titolo)              | Cuneo               | Cuneo                    | 11 aprile 2007  | Cuneo-Foggia 0-0                     |
| Coppa Italia Serie C            | 2006-2007 (35ª) | Foggia (1º titolo)              | Cuneo               | Foggia                   | 25 aprile 2007  | Foggia-Cuneo 3-1                     |
| Coppa Italia Serie C            | 2007-2008 (36ª) | Bassano Virtus (1º titolo)      | Benevento           | Bassano del Grappa       | 9 aprile 2008   | Bassano Virtus-Benevento 5-0         |
| Coppa Italia Serie C            | 2007-2008 (36ª) | Bassano Virtus (1º titolo)      | Benevento           | Benevento                | 23 aprile 2008  | Benevento-Bassano Virtus 1-1         |
| Coppa Italia Lega Pro           | 2008-2009 (37ª) | Sorrento (1º titolo)            | Cremonese           | Cremona                  | 25 marzo 2009   | Cremonese-Sorrento 0-0               |
| Coppa Italia Lega Pro           | 2008-2009 (37ª) | Sorrento (1º titolo)            | Cremonese           | Sorrento                 | 23 aprile 2009  | Sorrento-Cremonese 1-0               |
| Coppa Italia Lega Pro           | 2009-2010 (38ª) | Lumezzane (1º titolo)           | Cosenza             | Lumezzane                | 14 aprile 2010  | Lumezzane-Cosenza 4-1                |
| Coppa Italia Lega Pro           | 2009-2010 (38ª) | Lumezzane (1º titolo)           | Cosenza             | Cosenza                  | 28 aprile 2010  | Cosenza-Lumezzane 1-1                |
| Coppa Italia Lega Pro           | 2010-2011 (39ª) | Juve Stabia (1º titolo)         | Carpi               | Carpi                    | 6 aprile 2011   | Carpi-Juve Stabia 1-3                |
| Coppa Italia Lega Pro           | 2010-2011 (39ª) | Juve Stabia (1º titolo)         | Carpi               | Castellammare di Stabia  | 27 aprile 2011  | Juve Stabia-Carpi 1-0                |
| Coppa Italia Lega Pro           | 2011-2012 (40ª) | Spezia (2º titolo)              | Pisa                | La Spezia                | 18 aprile 2012  | Spezia-Pisa 0-1                      |
| Coppa Italia Lega Pro           | 2011-2012 (40ª) | Spezia (2º titolo)              | Pisa                | Pisa                     | 2 maggio 2012   | Pisa-Spezia 1-2                      |
| Coppa Italia Lega Pro           | 2012-2013 (41ª) | Latina (1º titolo)              | Viareggio           | Viareggio                | 3 aprile 2013   | Viareggio-Latina 1-2                 |
| Coppa Italia Lega Pro           | 2012-2013 (41ª) | Latina (1º titolo)              | Viareggio           | Latina                   | 21 aprile 2013  | Latina-Viareggio 1-1                 |
| Coppa Italia Lega Pro           | 2013-2014 (42ª) | Salernitana (1º titolo)         | Monza               | Monza                    | 19 marzo 2014   | Monza-Salernitana 0-1                |
| Coppa Italia Lega Pro           | 2013-2014 (42ª) | Salernitana (1º titolo)         | Monza               | Salerno                  | 16 aprile 2014  | Salernitana-Monza 1-1                |
| Coppa Italia Lega Pro           | 2014-2015 (43ª) | Cosenza (1º titolo)             | Como                | Como                     | 8 aprile 2015   | Como-Cosenza 1-4                     |
| Coppa Italia Lega Pro           | 2014-2015 (43ª) | Cosenza (1º titolo)             | Como                | Cosenza                  | 22 aprile 2015  | Cosenza-Como 1-0                     |
| Coppa Italia Lega Pro           | 2015-2016 (44ª) | Foggia (2º titolo)              | Cittadella          | Foggia                   | 31 marzo 2016   | Foggia-Cittadella 4-1                |
| Coppa Italia Lega Pro           | 2015-2016 (44ª) | Foggia (2º titolo)              | Cittadella          | Cittadella               | 14 aprile 2016  | Cittadella-Foggia 4-4                |
| Coppa Italia Lega Pro           | 2016-2017 (45ª) | Venezia (1º titolo)             | Matera              | Matera                   | 29 marzo 2017   | Matera-Venezia 1-0                   |
| Coppa Italia Lega Pro           | 2016-2017 (45ª) | Venezia (1º titolo)             | Matera              | Venezia                  | 26 aprile 2017  | Venezia-Matera 3-1                   |
| Coppa Italia Serie C            | 2017-2018 (46ª) | Alessandria (2º titolo)         | Viterbese Castrense | Viterbo                  | 11 aprile 2018  | Viterbese Castrense-Alessandria 0-1  |
| Coppa Italia Serie C            | 2017-2018 (46ª) | Alessandria (2º titolo)         | Viterbese Castrense | Alessandria              | 25 aprile 2018  | Alessandria-Viterbese Castrense 3-1  |
| Coppa Italia Serie C            | 2018-2019 (47ª) | Viterbese Castrense (1º titolo) | Monza               | Monza                    | 24 aprile 2019  | Monza-Viterbese Castrense 2-1        |
| Coppa Italia Serie C            | 2018-2019 (47ª) | Viterbese Castrense (1º titolo) | Monza               | Viterbo                  | 8 maggio 2019   | Viterbese Castrense-Monza 1-0 (gfc)  |
| Coppa Italia Serie C            | 2019-2020 (48ª) | Juventus U23 (1º titolo)        | Ternana             | Cesena                   | 27 giugno 2020  | Ternana-Juventus U23 1-2             |
| Coppa Italia Serie C            | 2020-2021       | Non disputata                   | Non disputata       | Non disputata            | Non disputata   | Non disputata                        |
| Coppa Italia Serie C            | 2021-2022 (49ª) | Padova (2º titolo)              | Südtirol            | Padova                   | 9 marzo 2022    | Padova-Südtirol 0-0                  |
| Coppa Italia Serie C            | 2021-2022 (49ª) | Padova (2º titolo)              | Südtirol            | Bolzano                  | 6 aprile 2022   | Südtirol-Padova 0-1                  |
| Coppa Italia Serie C            | 2022-2023 (50ª) | L.R. Vicenza (2º titolo)        | Juventus Next Gen   | Torino                   | 2 marzo 2023    | Juventus Next Gen-Vicenza 1-2        |
| Coppa Italia Serie C            | 2022-2023 (50ª) | L.R. Vicenza (2º titolo)        | Juventus Next Gen   | Vicenza                  | 11 aprile 2023  | Vicenza-Juventus Next Gen 3-2        |
| Coppa Italia Serie C            | 2023-2024 (51ª) | Catania (1º titolo)             | Padova              | Padova                   | 19 marzo 2024   | Padova-Catania 2-1                   |
| Coppa Italia Serie C            | 2023-2024 (51ª) | Catania (1º titolo)             | Padova              | Catania                  | 2 aprile 2024   | Catania-Padova 4-2 (dts)             |
| Coppa Italia Serie C            | 2024-2025 (52ª) | Rimini (1º titolo)              | Giana Erminio       | Gorgonzola               | 25 marzo 2025   | Giana Erminio-Rimini 0-1             |
| Coppa Italia Serie C            | 2024-2025 (52ª) | Rimini (1º titolo)              | Giana Erminio       | Rimini                   | 8 aprile 2025   | Rimini-Giana Erminio 0-0             |

## Statistiche

### Edizioni vinte e perse per squadra
| Squadra               | Vittorie | Secondi posti | Anni delle vittorie    | Anni dei secondi posti |
| --------------------- | -------- | ------------- | ---------------------- | ---------------------- |
| Monza                 | 4        | 4             | 1974, 1975, 1988, 1991 | 1976, 1996, 2014, 2019 |
| Padova                | 2        | 1             | 1980, 2022             | 2024                   |
| Spezia                | 2        | 0             | 2005, 2012             | -                      |
| Foggia                | 2        | 0             | 2007, 2016             | -                      |
| Alessandria           | 2        | 0             | 1973, 2018             | -                      |
| L.R. Vicenza          | 2        | 0             | 1982, 2023             | -                      |
| Palermo               | 1        | 3             | 1993                   | 1988, 1990, 1991       |
| Como                  | 1        | 2             | 1997                   | 1993, 2015             |
| Lecce                 | 1        | 1             | 1976                   | 1974                   |
| Carrarese             | 1        | 1             | 1983                   | 1985                   |
| Livorno               | 1        | 1             | 1987                   | 2002                   |
| SPAL                  | 1        | 1             | 1999                   | 1989                   |
| Pisa                  | 1        | 1             | 2000                   | 2012                   |
| Cesena                | 1        | 1             | 2004                   | 1998                   |
| Sorrento              | 1        | 1             | 2009                   | 1975                   |
| Lumezzane             | 1        | 1             | 2010                   | 2001                   |
| Salernitana           | 1        | 1             | 2014                   | 1980                   |
| Cosenza               | 1        | 1             | 2015                   | 2010                   |
| Viterbese Castrense   | 1        | 1             | 2019                   | 2018                   |
| Juventus U23/Next Gen | 1        | 1             | 2020                   | 2023                   |
| Lecco                 | 1        | 0             | 1977                   | -                      |
| Udinese               | 1        | 0             | 1978                   | -                      |
| Siracusa              | 1        | 0             | 1979                   | -                      |
| Arezzo                | 1        | 0             | 1981                   | -                      |
| Fanfulla              | 1        | 0             | 1984                   | -                      |
| Casarano              | 1        | 0             | 1985                   | -                      |
| Virescit Boccaleone   | 1        | 0             | 1986                   | -                      |
| Cagliari              | 1        | 0             | 1989                   | -                      |
| Lucchese              | 1        | 0             | 1990                   | -                      |
| Sambenedettese        | 1        | 0             | 1992                   | -                      |
| Triestina             | 1        | 0             | 1994                   | -                      |
| Varese                | 1        | 0             | 1995                   | -                      |
| Empoli                | 1        | 0             | 1996                   | -                      |
| Alzano Virescit       | 1        | 0             | 1998                   | -                      |
| Prato                 | 1        | 0             | 2001                   | -                      |
| AlbinoLeffe           | 1        | 0             | 2002                   | -                      |
| Brindisi              | 1        | 0             | 2003                   | -                      |
| Gallipoli             | 1        | 0             | 2006                   | -                      |
| Bassano Virtus        | 1        | 0             | 2008                   | -                      |
| Juve Stabia           | 1        | 0             | 2011                   | -                      |
| Latina                | 1        | 0             | 2013                   | -                      |
| Venezia               | 1        | 0             | 2017                   | -                      |
| Catania               | 1        | 0             | 2024                   | -                      |
| Rimini                | 1        | 0             | 2025                   | -                      |
| Avellino              | 0        | 2             | -                      | 1973, 2000             |
| Pro Patria            | 0        | 2             | -                      | 2003, 2004             |
| Ternana               | 0        | 2             | -                      | 1981, 2020             |
| Sangiovannese         | 0        | 1             | -                      | 1977                   |
| Reggina               | 0        | 1             | -                      | 1978                   |
| Biellese              | 0        | 1             | -                      | 1979                   |
| Campobasso            | 0        | 1             | -                      | 1982                   |
| Fano                  | 0        | 1             | -                      | 1983                   |
| Ancona                | 0        | 1             | -                      | 1984                   |
| Jesi                  | 0        | 1             | -                      | 1986                   |
| Campania Puteolana    | 0        | 1             | -                      | 1987                   |
| Siena                 | 0        | 1             | -                      | 1992                   |
| Perugia               | 0        | 1             | -                      | 1994                   |
| Forlì                 | 0        | 1             | -                      | 1995                   |
| Nocerina              | 0        | 1             | -                      | 1997                   |
| Gualdo                | 0        | 1             | -                      | 1999                   |
| Frosinone             | 0        | 1             | -                      | 2005                   |
| Sanremese             | 0        | 1             | -                      | 2006                   |
| Cuneo                 | 0        | 1             | -                      | 2007                   |
| Benevento             | 0        | 1             | -                      | 2008                   |
| Cremonese             | 0        | 1             | -                      | 2009                   |
| Carpi                 | 0        | 1             | -                      | 2011                   |
| Viareggio             | 0        | 1             | -                      | 2013                   |
| Cittadella            | 0        | 1             | -                      | 2016                   |
| Matera                | 0        | 1             | -                      | 2017                   |
| Südtirol              | 0        | 1             | -                      | 2022                   |
| Giana Erminio         | 0        | 1             | -                      | 2025                   |

### Vittorie per città
| Città                    | Titoli | Squadre             | Anni                                       |
| ------------------------ | ------ | ------------------- | ------------------------------------------ |
| Monza                    | 4      | Monza               | 1973-1974, 1974-1975, 1987-1988, 1990-1991 |
| La Spezia                | 2      | Spezia              | 2004-2005, 2011-2012                       |
| Foggia                   | 2      | Foggia              | 2006-2007, 2015-2016                       |
| Alessandria              | 2      | Alessandria         | 1972-1973, 2017-2018                       |
| Padova                   | 2      | Padova              | 1979-1980, 2021-2022                       |
| Vicenza                  | 2      | L.R. Vicenza        | 1981-1982, 2022-2023                       |
| Lecce                    | 1      | Lecce               | 1975-1976                                  |
| Lecco                    | 1      | Lecco               | 1976-1977                                  |
| Udine                    | 1      | Udinese             | 1977-1978                                  |
| Siracusa                 | 1      | Siracusa            | 1978-1979                                  |
| Arezzo                   | 1      | Arezzo              | 1980-1981                                  |
| Carrara                  | 1      | Carrarese           | 1982-1983                                  |
| Lodi                     | 1      | Fanfulla            | 1983-1984                                  |
| Casarano                 | 1      | Casarano            | 1984-1985                                  |
| Bergamo                  | 1      | Virescit Boccaleone | 1985-1986                                  |
| Livorno                  | 1      | Livorno             | 1986-1987                                  |
| Cagliari                 | 1      | Cagliari            | 1988-1989                                  |
| Lucca                    | 1      | Lucchese            | 1989-1990                                  |
| San Benedetto del Tronto | 1      | Sambenedettese      | 1991-1992                                  |
| Palermo                  | 1      | Palermo             | 1992-1993                                  |
| Trieste                  | 1      | Triestina           | 1993-1994                                  |
| Varese                   | 1      | Varese              | 1994-1995                                  |
| Empoli                   | 1      | Empoli              | 1995-1996                                  |
| Como                     | 1      | Como                | 1996-1997                                  |
| Alzano Lombardo          | 1      | Alzano Virescit     | 1997-1998                                  |
| Ferrara                  | 1      | SPAL                | 1998-1999                                  |
| Pisa                     | 1      | Pisa                | 1999-2000                                  |
| Prato                    | 1      | Prato               | 2000-2001                                  |
| Albino                   | 1      | AlbinoLeffe         | 2001-2002                                  |
| Leffe                    | 1      | AlbinoLeffe         | 2001-2002                                  |
| Brindisi                 | 1      | Brindisi            | 2002-2003                                  |
| Cesena                   | 1      | Cesena              | 2003-2004                                  |
| Gallipoli                | 1      | Gallipoli           | 2005-2006                                  |
| Bassano del Grappa       | 1      | Bassano Virtus      | 2007-2008                                  |
| Sorrento                 | 1      | Sorrento            | 2008-2009                                  |
| Lumezzane                | 1      | Lumezzane           | 2009-2010                                  |
| Castellammare di Stabia  | 1      | Juve Stabia         | 2010-2011                                  |
| Latina                   | 1      | Latina              | 2012-2013                                  |
| Salerno                  | 1      | Salernitana         | 2013-2014                                  |
| Cosenza                  | 1      | Cosenza             | 2014-2015                                  |
| Venezia                  | 1      | Venezia             | 2016-2017                                  |
| Viterbo                  | 1      | Viterbese Castrense | 2018-2019                                  |
| Torino                   | 1      | Juventus U23        | 2019-2020                                  |
| Catania                  | 1      | Catania             | 2023-2024                                  |
| Rimini                   | 1      | Rimini              | 2024-2025                                  |

### Vittorie per regione
| Regione               | Titoli | Squadre                                                                                            | Anni |
| Lombardia             | 12     | AlbinoLeffe, Alzano Virescit, Como, Fanfulla, Lecco, Lumezzane, Monza, Varese, Virescit Boccaleone | 1973-1974, 1974-1975, 1976-1977, 1983-1984, 1985-1986, 1987-1988, 1990-1991, 1994-1995, 1996-1997, 1997-1998, 2001-2002, 2009-2010 |
| Toscana               | 7      | Arezzo, Carrarese, Empoli, Livorno, Lucchese, Pisa, Prato                                          | 1980-1981, 1982-1983, 1986-1987, 1989-1990, 1995-1996, 1999-2000, 2000-2001                                                        |
| Puglia                | 6      | Brindisi, Casarano, Foggia, Gallipoli, Lecce                                                       | 1975-1976, 1984-1985, 2002-2003, 2005-2006, 2006-2007, 2015-2016                                                                   |
| Veneto                | 6      | Bassano Virtus, Padova, Venezia, L.R. Vicenza                                                      | 1979-1980, 1981-1982, 2007-2008, 2016-2017, 2021-2022, 2022-2023                                                                   |
| Campania              | 3      | Juve Stabia, Salernitana, Sorrento                                                                 | 2008-2009, 2010-2011, 2013-2014 |
| Piemonte              | 3      | Alessandria, Juventus U23                                                                          | 1972-1973, 2017-2018, 2019-2020 |
| Sicilia               | 3      | Siracusa, Palermo, Catania                                                                         | 1978-1979, 1992-1993, 2023-2024 |
| Emilia-Romagna        | 3      | Cesena, SPAL, Rimini                                                                               | 1998-1999, 2003-2004, 2024-2025 |
| Friuli-Venezia Giulia | 2      | Triestina, Udinese                                                                                 | 1977-1978, 1993-1994 |
| Liguria               | 2      | Spezia                                                                                             | 2004-2005, 2011-2012 |
| Lazio                 | 2      | Latina, Viterbese Castrense                                                                        | 2012-2013, 2018-2019 |
| Sardegna              | 1      | Cagliari                                                                                           | 1988-1989 |
| Marche                | 1      | Sambenedettese                                                                                     | 1991-1992 |
| Calabria              | 1      | Cosenza                                                                                            | 2014-2015 |